# Edith Wirtanen
Edith Wirtanen, da nubile Rand, (fl. XX secolo), è stata un'astronoma statunitense.
Il Minor Planet Center le accredita la scoperta dell'asteroide 6029 Edithrand effettuata il 14 gennaio 1948 esaminando una lastra fotografica ottenuta dal marito Carl Alvar Wirtanen. L'asteroide è stato denominato postumo nel 1996 con il nome della scopritrice da Arnold Richard Klemola.